# Competițiile artistice din cadrul jocurilor olimpice
Competițiile artistice au constituit o parte a Jocurilor Olimpice în perioada 1912 - 1948. Aceste competiții au fost parte din intențiile inițiale ale fondatorului mișcării olimpice moderne, Pierre de Frédy, Baron de Coubertin. În cadrul acestor competiții se acordau medalii olimpice pentru lucrări de artă inspirate din sport. Medaliile se acordau pentru cinci categorii: arhitectură, literatură, muzică, pictură și sculptură.
Competițiile artistice au fost abandonate în 1954 pe considerentul că artiștii ar fi fost profesioniști, pe când atleții olimpici trebuiau să fie amatori. Din 1956, locul competiilor artistice din cadrul jocurilor olimpice a fost luat de Programul Cultural Olimpic fără a se mai acorda medalii olimpice participanților.